# Clifford Will
Clifford Martin Will (* 1946 in Hamilton, Ontario) ist ein kanadischer theoretischer Physiker, der sich mit Gravitationsphysik beschäftigt.
Will studierte an der McMaster University, wo er 1968 seinen Bachelor-Abschluss machte, und am Caltech, wo er 1971 bei Kip Thorne promoviert wurde. Als Postdoc war er ein Jahr am Caltech und von 1972 bis 1974 Enrico Fermi Fellow an der University of Chicago. 1974 wurde er Assistant Professor an der Stanford University. 1981 wurde er Associate Professor an der Washington University in St. Louis und 1985 erhielt er dort eine volle Professur (ab 2005 McDonnel Professor). 1991 bis 1996 und 1997 bis 2002 war er Chairman des Physik-Departments.
Will befasste sich mit theoretischen Arbeiten zu Experimenten zur Allgemeinen Relativitätstheorie (AR) bzw. Gravitationsphysik, u. a. der Analyse (mit Hilfe der Post-Newtonschen Näherungen zu Lösungen der AR) der Beobachtungen von Russell Hulse und Joseph Taylor, die zum indirekten Nachweis von Gravitationswellen an einem Doppelstern-Pulsar-System führten.
1975 bis 1979 war er Sloan Research Fellow, 1989 Fellow der American Physical Society und 1996/7 Guggenheim Fellow und Fulbright Fellow. 2007 wurde er in die National Academy of Sciences gewählt. Seit 2002 ist er Mitglied der American Academy of Arts and Sciences. 2004 bis 2007 war er Präsident der International Society on General Relativity and Gravitation.
Sein populärwissenschaftliches Buch über experimentelle Gravitationstheorie „Was Einstein right?“ gewann 1987 den Preis der American Physical Society für Science Writing und wurde 1986 von The New York Times Book Review unter die 200 besten Bücher des Jahres gewählt.
2019 erhielt Will die Albert-Einstein-Medaille, für 2021 wurde ihm der Einstein-Preis zugesprochen.

## Schriften
- Theory and Experiment in gravitational physics. Cambridge University Press, Cambridge u. a. 1981, ISBN 0-521-23237-6.
- Was Einstein right? Putting general Relativity to the Test. Basic Books, New York NY 1986, ISBN 0-465-09088-5 (Deutsche Ausgabe: ... und Einstein hatte doch Recht. Springer, Berlin u. a. 1989, ISBN 3-540-50577-6).
- Was Einstein right? Testing relativity at the centenary. In: Abhay Ashtekar (Hrsg.): 100 years of relativity. Spacetime Structure. Einstein and Beyond. World Scientific, Singapore u. a. 2005, ISBN 981-256-394-6, S. 205–227, Abstrakt.
- The Confrontation between General Relativity and Experiment. In: Living Reviews in Relativity. Bd. 9, Nr. 3, 2006, doi:10.12942/lrr-2006-3.